# Georgenkirche (Toruń)

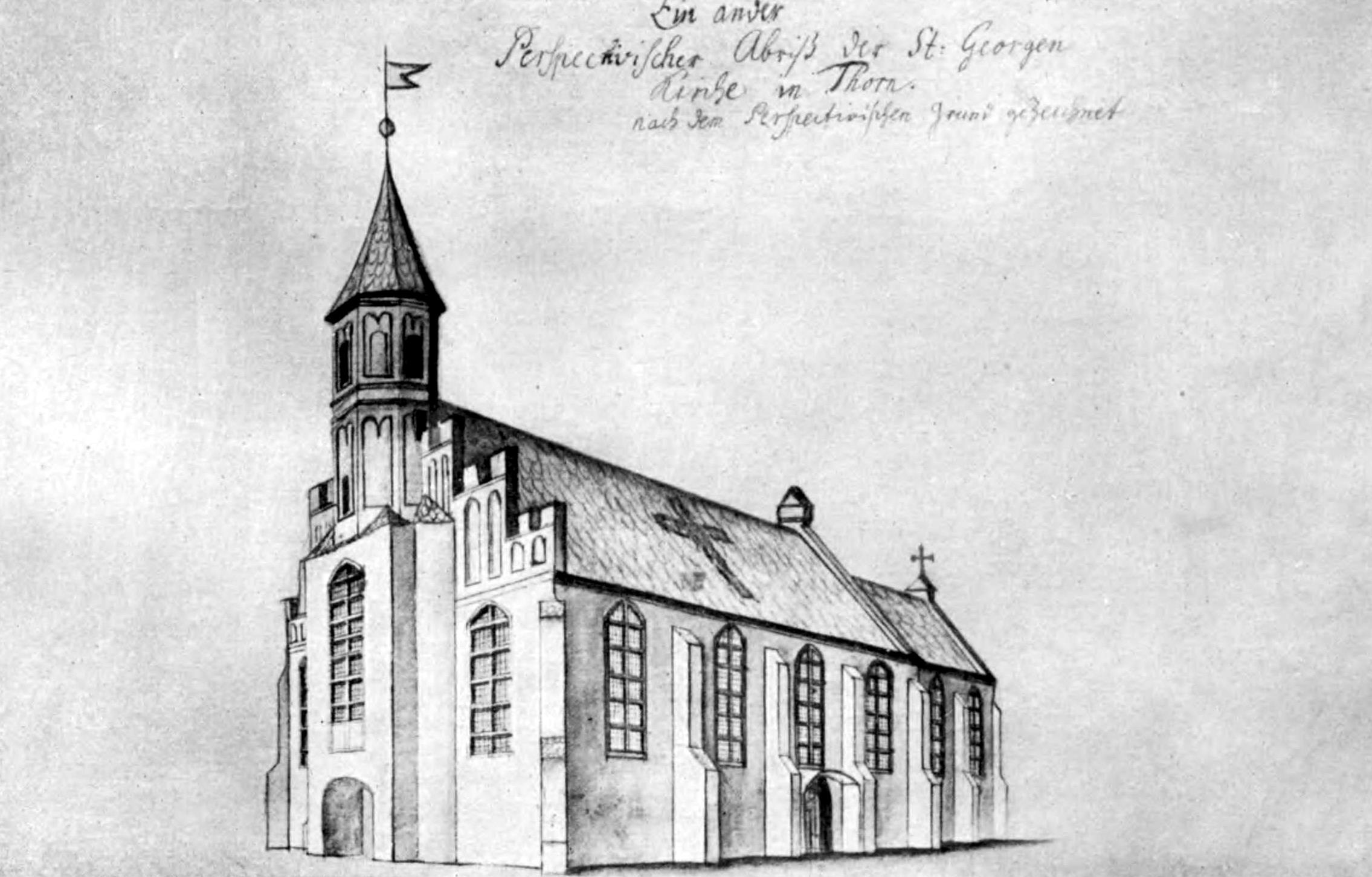
St.-Georgen-Kirche, Zeichnung von Georg Friedrich Steiner, vor 1766

Die St.-Georgen-Kirche (polnisch Kościół św. Jerzego) war eine Kirche in Toruń (Thorn) in Polnisch-Preußen vom 13. Jahrhundert bis 1811.

## Lage
Die Kirche mit dem Großen und dem Kleinen Hospital befand sich etwa 350 Meter nördlich der Altstadt vor dem Kulmer Tor an der Straße nach Kulm (Chełmno).

## Geschichte
Wahrscheinlich 1260 wurde das St.-Georgen-Hospital mit der St.-Georgen-Kirche gegründet. Es diente der Aufnahme von Kranken, auch Pestkranken, weswegen es vor den Toren der Stadt lag. Das Hospital war das älteste seiner Art in Polnisch-Preußen.
Seit 1340 war die St.-Georgen-Kirche auch Pfarrkirche der Bevölkerung, die außerhalb der Stadtmauern lebte.
Seit 1565 wurde die Kirche von einer polnischen evangelisch-lutherischen Gemeinde und den Böhmischen Brüdern genutzt. Nach den Unruhen in Thorn 1724 blieb sie die einzige evangelische Kirche der Stadt, seit dieser Zeit allerdings in deutscher Sprache.
1657 brannte die Kirche während der Belagerung durch schwedische Truppen ab und wurde 1663 wieder neu errichtet. 1703 wurde sie während des Dritten Nordischen Krieges wieder zerstört und 1708 neu aufgebaut.

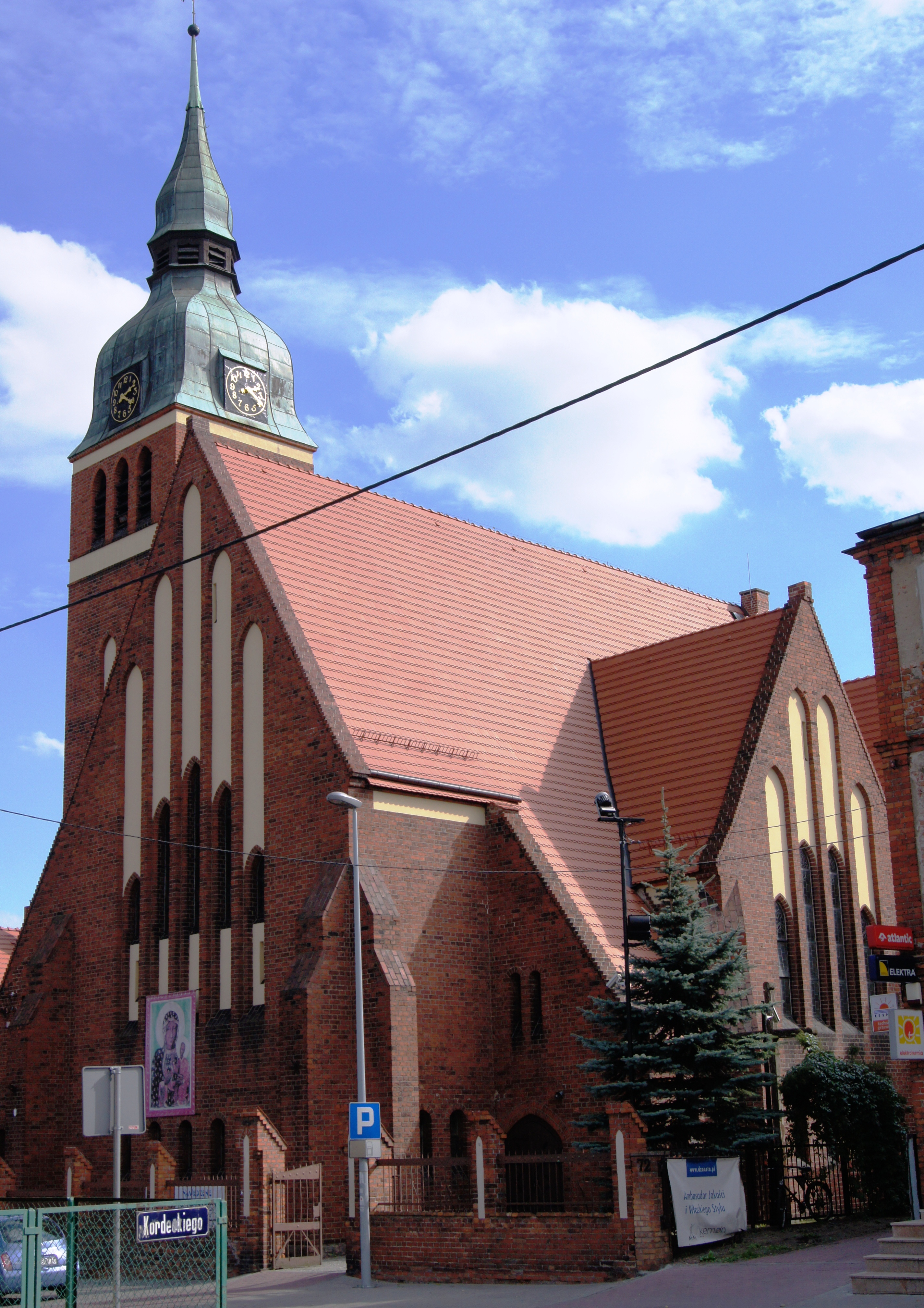
1907 erbaute neue evangelische St.-Georgen-Kirche, nach 1945 enteignet und in die katholische ‚Kirche der Muttergottes vom Siege‘ umgewidmet

Im Jahre 1811 wurden Kirche und Hospital eingeebnet für Befestigungsanlagen um die Stadt während der Napoleonischen Kriege.
1907 ließ die Evangelische Landeskirche der älteren Provinzen Preußens an einer anderen Stelle, in Thorn-Mockern, eine neue St.-Georgen-Kirche erbauen. Sie ging nach 1920 an die Unierte Evangelische Kirche in Polen über. 1945 eignete sich die römisch-katholische Kirche den Bau an und weihten ihn auf neuen Namen. Die evangelischen Gemeindeglieder mussten fliehen bzw. wurden vertrieben.

## Architektur
Der letzte Bau, der 1708 fertiggestellt wurde, war – nach erhaltenen Zeichnungen und archäologischen Befunden – ein gotischer Backsteinbau mit teilweise glasierten Ziegeln.
Die Gesamtlänge betrug 33 Meter, davon im Chor 15 Meter, die Breite 13 Meter.
Von der Innenausstattung gelangten nach dem Abriss drei Epitaphe und einige weitere Teile in die Heilig-Kreuz-Kirche, wovon nach 1945 allerdings nichts erhalten blieb.
2014 wurden bei Straßenarbeiten Fundamentreste der Kirche entdeckt, die archäologisch ausgewertet wurden.